# Färöische Badmintonmeisterschaft 2012
Die Färöische Badmintonmeisterschaft 2012 fand vom 12. bis zum 14. April 2012 in Tórshavn statt. 

## Medaillengewinner
| Disziplin    | Gold                                   | Silber                                   | Bronze                                   |
| ------------ | -------------------------------------- | ---------------------------------------- | ---------------------------------------- |
| Herreneinzel | Niclas Højgaard Eysturoy               | Benjamin Gunnarstein                     | Aksel Poulsen                            |
| Herreneinzel | Niclas Højgaard Eysturoy               | Benjamin Gunnarstein                     | Nikolaj Gunnarstein                      |
| Dameneinzel  | Rannvá Djurhuus Carlsson               | Guðri Poulsen                            | Kristina Eriksen                         |
| Dameneinzel  | Rannvá Djurhuus Carlsson               | Guðri Poulsen                            | Hanna Elisa Arge                         |
| Herrendoppel | Aksel Poulsen Niclas Højgaard Eysturoy | Benjamin Gunnarstein Nikolaj Gunnarstein | Gunnar Gregoriussen Heðin Joensen        |
| Herrendoppel | Aksel Poulsen Niclas Højgaard Eysturoy | Benjamin Gunnarstein Nikolaj Gunnarstein | Magnus Gaard Rógvi Poulsen               |
| Damendoppel  | Rannvá Djurhuus Carlsson Guðri Poulsen | Bjørg Djurhus Hanna Elisa Arge           | Kristina Eriksen Sólfríð Hjørleifsdóttir |
| Damendoppel  | Rannvá Djurhuus Carlsson Guðri Poulsen | Bjørg Djurhus Hanna Elisa Arge           | Kristianna Torkilshøj Elsa Torkilshøj    |
| Mixed        | Aksel Poulsen Rannvá Djurhuus Carlsson | Niclas Højgaard Eysturoy Guðri Poulsen   | Herman Eysturoy Bjørg Djurhus            |
| Mixed        | Aksel Poulsen Rannvá Djurhuus Carlsson | Niclas Højgaard Eysturoy Guðri Poulsen   | Rógvi Poulsen Hanna Elisa Arge           |